# Luces y sombras
Luces y sombras es una película de fantasía española escrita y dirigida por Jaime Camino. 
La película se entró en la competencia principal en la 45ª edición del Festival de Venecia.  Por su actuación Ángela Molina fue nominada como mejor actriz en la 3.ª edición de los Premios Goya.

## Reparto
- José Luis Gómez  - Diego de Velázquez
- Jack Shepherd - Teo
- Ángela Molina  - Charo
- Fermi Reixach - Felipe IV de España
- Martí Galindo
- Víctor Rubio
- María Mercader